# NGC 648
NGC 648 est une lointaine galaxie lenticulaire située dans la constellation de la Baleine. NGC 648 a été découverte par l'astronome américain Francis Leavenworth en 1886. Cette galaxie a été observée par l'astronome français Stéphane Javelle le 30 septembre 1892 et ajoutée à l'Index Catalogue sous la désignation IC 146.

## Caractéristiques
Sa vitesse par rapport au fond diffus cosmologique est de 10 325 ± 47 km/s, ce qui correspond à une distance de Hubble de 152 ± 11 Mpc (∼496 millions d'al).
À ce jour, une mesure non basée sur le décalage vers le rouge (redshift) donne une distance d'environ 129,000 Mpc (∼421 millions d'al). Cette valeur est à l'extérieur des valeurs de la distance de Hubble.